# Pedro Enríquez de Acevedo
Pedro Enríquez de Acevedo, comte de Fuentes (Zamora, 18 septembre 1525 - Milan, 22 juillet 1610) est un général et homme d'État espagnol. Envoyé aux Pays-Bas espagnols par Philippe II en 1591, il seconda les gouverneurs Ernst von Mansfeld et Ernest d'Autriche, à la mort duquel (1595) il devint éphémère gouverneur des Pays-Bas espagnols.
De 1600 à 1610, il fut gouverneur du duché de Milan.

## Sa famille.
Né à Zamora le 18 septembre 1525,[1] Pedro Enriquez de Guzmán y Toledo est le fils du quatrième comte d'Alba de Aliste, Don Diego Enríquez de Guzmán et de sa seconde épouse Doña Catalina de Toledo y Pimentel, il est issu d’une fratrie de 15 enfants.[2]
Il est le neveu de Ferdinand Alovare de Toledo, troisième duc d’Albe et son beau-frère. Ce dernier avait épousé sa demi-sœur, Maria, Enriquez de Toledo Guzman.
Ayant atteint la quarantaine, il épouse en 1572 Doña Juana de Acevedo dont il n’aura pas de descendance. À la suite de ce mariage, Philippe II d’Espagne le qualifie dans les documents officiels comme Pedro, Enriquez de Acevedo, comte de Fuentes de Vadepero, nom qu’il adopte.

## Les débuts de sa carrière militaire et diplomatique.
Sans richesse et d’une noblesse de second rang, les premières années de sa vie sont mal connues[3]. Il prend du service dans les armées du roi Philippe II. Philippe II le remarque tardivement pour sa bravoure. En 1585, à 60 ans, il est envoyé par Philippe II en mission diplomatique à Turin auprès du duc de Savoie pour obtenir son soutien à la Ligue catholique française. Il assume pour l’Espagne le commandement de la cavalerie milanaise [4] où il sert jusqu'en 1588 sous les ordres de Don Sancho de Guevara y Padilla, gouverneur de Milan.
De retour en Espagne en 1588, le roi le charge, la même année, de superviser le marquis Álvaro de Bazán y Guzmán qui, à Lisbonne, prépare l’armada destinée à envahir l’Angleterre. Cet aiguillon ne plaît pas au marquis. En février 1589, il est nommé capitaine général du Portugal. Il défend Lisbonne contre les Anglais, avec Alonso de Bazán, frère du précédent et avec le duc d’Albe. John Norreys et Francis Drake, y sont envoyés par Elizabeth I d'Angleterre en vue d’installer Antoine de Portugal, prieur de Crato sur le trône du Portugal. Expédition Drake-Norreys. Il harcèle la progression des assaillants débarqués le 26 mai 1589 à Peniche et en marche vers Lisbonne. Cette manœuvre de l’Angleterre est un échec.

## Fuentes et le gouverneur des Pays-Bas, Alexandre Farnèse(1592)
Ayant acquis la confiance de Philippe II, Fuentes est envoyé aux Pays-Bas. Il est chargé d’annoncer à Alexandre Farnèse sa disgrâce. Le 4 juin 1592 Philippe II avise le Conseil d’Etat des Pays-Bas de l’arrivée de Fuentes et le prie de lui prêter tout son crédit[5]. Fuentes arrive à Bruxelles le 23 novembre 1592[6]. Farnèse part en campagne militaire contre Henri IV. Il décédera à Arras le 3 décembre 1592 sans rencontrer Fuentes. La région est exsangue et très instable. L’armée est en manque de soldes et de moyens. Elle est prête à tout instant à se mutiner et à s’adonner au pillage. Le roi nomme, en février 1593, Fuentes capitaine général des troupes des Pays-Bas[7]. Fuentes met de l’ordre dans le financement de l’armée épuisée notamment par le soutien financier à la Ligue. Cette mise en ordre se fait en collaboration avec Esteban de Ibarra, secrétaire royal et secrétaire du Conseil de guerre pour les affaires maritimes[8]. Les Pays-Bas, non rebelles, sont satisfaits de la présence de Fuentes mais attendent que, conformément au traité d’Arras, soit désigné comme gouverneur un prince de sang.

## Fuentes et le gouverneur des Pays-Bas, Pierre-Ernest Mansfeld (1593)
Le roi désigne Pierre-Ernest Mansfeld pour assurer la fonction de gouverneur provisoire des Pays-Bas jusqu’au moment où il fixera son choix sur un gouverneur effectif. Fuentes, au nom du roi, confirme Mansfeld dans cette fonction par une déclaration devant le Conseil d’État des Pays-Bas du 12 décembre 1592[9]. Agé, malade, Mansfeld n’apprécie guère d’être flanqué d’un mentor comme Fuentes. Tous deux se querellent sans cesse sur la politique à suivre[10]. Le grand âge de Mansfeld et la crainte de le voir mourir avant de désigner le gouverneur en titre poussent le roi à fournir le 4 février 1593 à Fuentes une patente en blanc où, en cas de décès, il inscrira son nom comme gouverneur provisoire[11]. Le 25 février 1593, le roi délivre à Fuentes des lettres patentes le nommant « capitaine général des troupes de toutes les nations », l’invitant de n’en faire usage qu’à bon escient. Le même jour il avise Mansfeld qu’il a pour tâche de rester à Bruxelles pour gérer les affaires courantes tandis que Fuentes partira en campagne [12]. Mais Mansfeld désobéit au roi. Il considère que son mandat de gouverneur lui confère personnellement le droit de conduire les campagnes militaires [13]. La présence de Fuentes et d’Ibarra au gouvernement a pour conséquence, dans un premier temps, d’écarter du gouvernement tout autre conseiller que les conseillers espagnols. Ceci est contraire au traité d'Arras de 1579 qui lie la réconciliation des provinces du sud avec Philippe II. Ce traité implique : (i) le commandement militaire à la noblesse locale, (ii) des conseillers choisis parmi les locaux et parmi les catholiques, (iii) le départ des troupes espagnoles, (iv) un gouvernement confié à un prince de sang. Emule du duc d’Albe, Fuentes tente de reprendre l’armée en main. Le 5 janvier 1593 il publie une ordonnance militaire drastique : elle interdit l'échange de prisonniers contre prisonniers ou rançon et ordonne que tous les prisonniers ennemis soient immédiatement pendus. À défaut d’appliquer cette ordonnance, les responsables subiront le même sort [14]. Les armées des provinces rebelles du prince Maurice de Nassau répliquent à cette ordonnance par une politique identique vis-à-vis de l’ennemi. L’ordonnance suscite le désarroi et des troubles dans les armées espagnoles et se révèle dans les faits, inapplicable[15]. Ce radicalisme rend toutes négociations avec les États rebelles vaines. Fuentes n’envisage de rétablir l’autorité du roi que par la guerre, mais il manque d’argent.

## Fuentes et le gouverneur des Pays-Bas, l’archiduc Ernest d’Autriche  (1593-1595)
Début février 1593, le roi décide de désigner Ernest d’Autriche, gouverneur effectif des Pays-Bas [16]. Le roi charge Fuentes de réformer l’armée avant l’arrivée de l’archiduc. Il y a trop d’officiers pour le nombre de soldats dont les unités ont été décimées et certains officiers cumulent des charges et leur solde sans les assumer réellement [17]. L’archiduc Ernest d'Autriche arrive à Bruxelles le 30 janvier 1594. Il est accueilli avec enthousiasme par une population pleine d’espoir. Âgé, malade, atteint de goutte[18], prodigue, désordonné[19], Pierre Ernest d’Autriche  n’est pas à la hauteur de sa tâche[20]. Il est influençable ; il n’a ni l’expérience de la guerre ni les conditions physiques pour la faire et il est si inexpérimenté qu’il faut constamment le seconder [21]. Ernest d’Autriche se voit imposer par le roi la tutelle d’Esteban de Ibarra comme secrétaire [22]. Ernest d’Autriche manifeste une certaine sympathie pour Fuentes. Il le nomme, en août 1594, commandant des armées de France [23]. Il espère que cette nomination mettra fin aux rivalités entre les Mansfeld et Fuentes [24]. Fuentes hésite d'accepter cette charge [25]. Il est chargé d’attaquer Cambrai mais les moyens manquent [26]. Il attaquera d’abord Castelet [27]. Fuentes subordonne le commandement à l’obtention du titre de capitaine général ne relevant que du roi seul , formule inacceptable pour l’archiduc [28]. Henri IV, sacré roi depuis février 1594, menace d’attaquer les villes d’Artois à moins qu’elles ne se débarrassent des soldats espagnols [29]. La guerre sera déclarée en janvier 1595 [30]. En février 1595, l’état de santé d’Ernest d’Autriche décline. Malgré sa préférence pour Mansfeld expérimenté dans la fonction, l’archiduc désigne Fuentes pour assurer en cas de son propre décès le gouvernement général en attendant une décision du roi [31]. Il arrête son choix après avoir entendu les propos d’Ibarra faisant valoir le grand âge de Mansfeld. Fuentes le conforte dans cette décision en présentant la patente du roi vierge établie peu de temps après l’entrée en fonction de Mansfeld et accompagnée du courrier du roi invitant Fuentes à la compléter de son nom en cas de décès de Mansfeld. L’archiduc décède à Bruxelles le 20 février 1595.

## Fuentes gouverneur intérimaire des Pays-Bas (1595)
Fuentes fait part au roi qu’il accepte avec réticence la charge de gouverneur par intérim. Faute de moyens, il craint que cette charge ne ternisse sa réputation [32]. Alors que le Conseil d’Etat a accepté cette nomination, Philippe de Croy, duc d’Arschot, ancien vice-gouverneur du temps d’Alexandre Farnèse, s’insurge contre sa désignation. Il promet une rébellion des gouverneurs de provinces. S’ensuit une controverse sur la répartition des tâches : Fuentes uniquement aux armées et les affaires politiques au Conseil d’Etat ou cumul des tâches par Fuentes. Fuentes refuse la première option  [33]. Contrairement aux attentes du duc d’Arschot, la population et le Conseil d’Etat sont satisfaits de la continuité du pouvoir et n’aspirent qu’au repos [34]. Sans oppositions significatives, Fuentes montre ses capacités politiques et militaires. Le 8 février 1595, Charles Herauguière [35], aux ordres du prince Maurice de Nassau, s’empare par ruse de la ville de Huy appartenant à l’évêché de Liège. Fuentes réagit promptement et vient au secours du prince évêque. Il assiège la ville. Le 21 mars, sans espoir d’être secouru, Herauguière, après négociations, capitule. Voulant faire fi du fruit de ces négociations, Fuentes veut massacrer tous les ennemis, Herauguière y compris. Mais Valentin de Pardieu, seigneur de La Motte qui commandait la cavalerie et d’autres seigneurs, s’y opposent. Après un temps d’occupation de la citadelle par les troupes espagnoles, la ville est restituée au prince évêque [36]. Mi-avril 1595, sur les insistances de Charles Philippe de Croÿ, marquis d’Havré, Fuentes fait mine de négocier avec les provinces rebelles. La négociation tourne court. Maurice de Nassau ne veut négocier qu’avec les délégués de provinces et nul autre. Si le roi se montre disposé à négocier et à associer les Etats aux négociations, rien ne peut se décider sans associer le roi au traité éventuel et une totale subordination des provinces rebelles à la volonté du roi [37].  Sur ordre du roi, Fuentes fera en sorte que les choses traînent  [38]. Le 2 mai 1595, le roi signifie à Fuentes qu’Albert d'Autriche, frère de Pierre-Ernest d’Autriche, le cousin germain de Philippe II et son gendre, succédera à son frère. Il l’annonce aux Conseils et confirme Fuentes dans le gouvernement général des Pays-Bas jusqu’à son arrivée [39]. Le 25 juillet 1595, Maurice de Nassau assiège Groenlo (Beleg van Groenlo (1595)) mais, devant l’avancée des armées conduites par Cristóbal de Mondragón, il se retire au-delà du Rhin en abandonnant beaucoup de matériel [40]. Pour faire face aux incursions françaises en Artois et en Hainaut, Fuentes mobilise les armées des provinces sans pouvoir faute, d’effectif, faire campagne contre Henri IV. L’occasion est cependant opportune. Les armées françaises du Nord sont dégarnies. Henri IV mène la guerre en Bourgogne contre les Ligueurs. Il remporte le 5 juin 1595 la bataille de Fontaine-Française où est vaincu Juan Fernández de Velasco y Tovar, gouverneur du duché de Milan. Fuentes et Philippe II fondent leurs espoirs sur le ralliement spontané de villes du Nord comme Soisson. Les alliés français sont gratifiés de sommes considérables pour assurer leurs services et leur fidélité à l’Espagne. Mais les espoirs de rébellion des villes du Nord en faveur de l’Espagne se révèlent être vains [41].  Fuentes s’installe mi-juin à Valenciennes. Philippe de Croÿ, prince de Chimay, doit venir le renforcer avec ses unités [42]. Ensemble ils prennent successivement Le Catelet le 25 juin 1595, Doullens le 31 juillet 1595 et Cambrai le 20 octobre 1595 [43]. Cette dernière victoire est stratégiquement importante. Elle est due notamment aux Cambrésiens eux-mêmes. Las de leur prince, le louvoyant Jean de Montluc, seigneur de Balagny, les Cambrésiens se rallient à la couronne d’Espagne et obligent ce dernier à capituler. Sous l’autorité militaire et  sa bonne entente avec le Conseil d’Etat et les Etats qui se sont ralliés à la couronne, Fuentes accumule ainsi durant son bref intérim certains succès. Cependant Fuentes est obligé d’interrompre le siège de LeCatelet par suite de la prise pour le compte d’Henri IV de la ville de Ham par Henri de La Tour d'Auvergne, duc de Bouillon. Le Ligueur, Charles 1er, duc d’Aumale, avait contraint Jacques de Mouy, seigneur de Gomeron, gouverneur de la ville d’ouvrir les portes à une garnison au service de l’Espagne. Celui-ci décède. Fuentes est informé que ses fils et leur mère se seraient ralliés à Henri IV. Un des frères tente de rencontrer Fuentes pour obtenir les sommes promises par l’Espagne à leur père. Il est fait prisonnier. Fuentes va au secours de Ham et essaye d’échanger la ville contre son prisonnier. Voyant l’ambiguïté du comportement des deux frères et de leur mère, furieux de la perte de la ville, il amène son prisonnier devant ses murs et le décapite puis s’en retourne assiéger Le Catelet [44]. La violence de ce fait marquant est interprétée comme la fin de la collaboration entre l’Espagne et la Ligue. Les Ligueurs comprennent que Fuentes entend soumettre la Ligue aux volontés de l’Espagne. C’est en réalité la fin de la Ligue. Charles de Mayennes, chef de la Ligue, fera soumission quelques mois plus tard à Henri IV en novembre 1595 [45]. Fuentes va au-devant de l’archiduc en route pour Bruxelles venant du Luxembourg qu’il accueille à Ciney [46]. Fuentes participe le 1 février 1596 à la Joyeuse-Entrée à Bruxelles de l’archiduc Albert d’Autriche nommé par Philippe II gouverneur général et capitaine des armées.

## Fuentes au Conseil d’Etat espagnol (1596-1600)
Dès le mois de janvier 1596, il est notoire que le roi Philippe II a l’intention d’envoyer Fuentes en Italie comme gouverneur de Milan [47]  mais, le 8 mars 1596, Fuentes retourne en Espagne [48]. Avant de décéder, Philippe II le nomme en 1598 capitaine général d’Espagne et membre du Conseil d'État Espagnol et du Conseil de guerre [49]. Sous Philippe III il  est au sein du pouvoir espagnol un personnage influent. Belliqueux, il s’oppose au pacifisme de Francisco de Sandoval y Rojas, duc de Lerme, favori et peu visionnaire, premier ministre du faible Philippe III d’Espagne.

## Fuentes gouverneur du Milanais (1600-1610)
Fuentes est nommé le 19 mai 1600 par Philippe III, gouverneur et capitaine général du duché de Milan [50]. Fuentes arrive à Milan au mois d’août 1600. Il succède à Juan Fernández de Velasco y Tovar, connétable de Castille. Il va gouverner le Milanais d’une main de fer.
Son arrivée fait suite à la conclusion du traité de Lyon du 17 janvier 1601 par lequel Henri IV abandonne au duc Charles Emmanuel de Savoie, gendre de Philippe II, le marquisat de Saluces appartenant à la France. Le duc s’en était emparé en 1588 profitant des tensions religieuses et civiles qui secouaient le royaume de France sous Henri III. En échange, ce traité livre à Henri IV la Bresse, les pays du Bugey et de Gex ainsi que le Valromey. Le retrait des intérêts français de l’Italie modifie les équilibres dans la péninsule. Fuentes va en tirer parti et insinuer l’Espagne dans les rivalités de la constellation de petits états italiens avec un sens politique redoutable. Pour affirmer la puissance de l’Espagne, il entretiendra en permanence des troupes de mercenaires en Milanais mais aussi dans le duché de Savoie lui-même, obligeant Venise, Gênes, les cantons suisses et la Toscane à rester en état de guerre permanent.
La faiblesse du pouvoir central espagnol offre à Fuentes la possibilité d’avoir les coudées franches. Elle lui permet de mener une politique de coups de force. Ses excès éventuels seront à l’occasion désavoués mollement par l’Espagne. Elle en récoltera néanmoins les bénéfices. Parfaitement conscient de son comportement, il aurait déclaré : « Si je suis un traistre qu’on me coupe la têste ; mais tant que je seray en charge, je feray ce qui sera du service de Sa Majesté, quand même elle ne le voudroit pas ».  Talamone, Orbetello, Porto-Ercole et une partie de l’ile d’Elbe sont déjà sous la tutelle espagnole depuis 1557 [51]. A son arrivée, faisant suite à des rivalités familiales et à l’assassinat le 29 septembre 1589 d’Alessandre Appiani, Fuentes renforce la garnison militaire de l’Espagne sur la principauté de Piombino et y installe sous sa protection le fils du défunt, Jacopo VII Appiano [52]. En janvier 1601, Fuentes prend part à une réunion visant à renverser Henri IV par trahison. Y sont présents le turbulent duc de Savoie et un affidé du duc de Biron, maréchal de France [53]. Le complot est éventé.  Le roi d’Espagne désavoue Fuentes sans pour autant le révoquer. Fuentes était le seul général ayant fait ses preuves que possédait la monarchie de Philippe III [54]. Le marquisat de Finale, quoi qu’il fût une terre d’Empire (fiefs impériaux), avait été cédé le 14 mai 1598 par contrat à Philippe II par le dernier marquis, Sforza Andrea del Carretto. À son décès, Fuentes s’en empare en janvier 1602. Il s'assure ainsi la domination directe sur l'unique territoire ligure indépendant de Gênes permettant de relier le Milanais via le comté de Savoie à la mer par son port à l’ouest de Gênes [55]. Le traité Franco-Suisse de Soleure du 31 janvier 1602 est un coup dur pour l’Espagne. Treize cantons se lient à la France et le canton des Grisons autorise désormais le passage des troupes françaises par son territoire. Ce chemin est aussi important pour le passage des troupes espagnoles d’Italie vers les Pays-Bas. La cour de Madrid interprète ce traité comme une alliance entre les Suisses, Venise et la Toscane en vue d’évincer les Espagnols de la péninsule. Pour faire face à cette entente, Fuentes tente d’affamer les cantons suisses divisés confessionnellement et politiquement en bloquant le commerce de grain de la Lombardie à la Ligue Grisonne. Dans ce but il pose le 27 octobre 1603 la première pierre du fort Fuentes qui porte son nom. Ce  fort est situé à la croisée des routes à Pian di Spagna, près de Colico. Il est construit à l’entrée de la région de la Valteline qui fait alors partie des cantons suisses restés catholiques. Fuentes fera tout pour détourner ce transit commercial et diviser les Suisses et leurs alliés. Cela ruine les cantons mais aussi freine le commerce italien et, en particulier, celui de Venise [56]. Très hypocritement Madrid imputa à Fuentes le caprice d’avoir construit ce fort sans son accord et invita les Suisses à régler avec lui-même ce « léger différend de frontière ». Après négociation avec les cantons, Fuentes obtient un accord pour assurer le passage de ses troupes vers les Pays-Bas [57]. La même année, par un coup de force, Fuentes et le duc de Savoie chassent les garnisons allemandes des fiefs de Langhe, terres d’empire, et s’en partagent le bénéfice et y installent des garnisons [58]. Le 21 novembre 1604, Hercule Grimaldi se fait assassiner dans les rues de Monaco. Le prince Frederico Landi de Valdetare est appelé par les Monégasques à assurer la tutelle d’Honoré II, mineur. Moyennant un traité conclu avec la principauté, Fuentes obtient l’installation d’une garnison dans la forteresse de Monaco [59]. En 1605, arguant de l’héritage des droits féodaux du duché de Milan hérité de l’Empire et s’appuyant sur les décisions de la chambre de Milan, Fuentes exige, sous menace militaire, l’hommage à l’Espagne de tous les seigneurs de la Lunigiana, y compris des fiefs appartenant à Venise, à Gênes et à la Toscane. Il espère que leur résistance suscite une guerre qui lui serait favorable. Mais la réaction internationale et de Madrid freine ses ardeurs [60].
En mai 1610, Fuentes informe le roi de la dégradation de son état de santé. Témoin de la confiance de son souverain, celui-ci lui accorde en retour un blanc-seing pour désigner son successeur comme gouverneur du duché de Milan. Il décédera le 22 juillet 1610 sans qu’il ait eu connaissance de ce privilège [61].